# Дюпен, Марк-Оливье
Марк Оливье Дюпен (фр. Marc-Olivier Dupin; род. 1954) — французский музыкальный педагог, администратор и композитор.
Окончив Парижскую консерваторию, с 1977 года вёл разнообразную педагогическую деятельность. Возглавлял музыкальные училища (консерватории) в Вийёрбанне, Кретее, Обервилье. В 1993—2000 годах — директор Парижской консерватории, занимал также пост генерального секретаря Европейской ассоциации консерваторий. В 2000—2002 годах — советник министра образования Франции Жака Ланга по вопросам культуры. В 2002—2008 годах — генеральный директор Национального оркестра Иль-де-Франс. В 2008 году возглавил государственную радиостанцию France Musique, посвящённую классической музыке и джазу, одновременно заняв пост музыкального руководителя Radio France.
Автор книги «Слушайте, это очень просто: За новое музыкальное образование» (фр. Ecoutez, c'est très simple…: pour une autre éducation musicale, 2007).

## Произведения
- 2008 — «Дети райка», балет Хосе Мартинеса по мотивам киносценария Жака Превера, Парижская опера.